# In the End Everything Is a Gag
In the End Everything Is a Gag è il quinto album della band milanese Node, pubblicato a distanza di quattro anni dal precedente As God Kills; rientra all'interno dei canoni del Technical Death Metal.
Questo album è il primo registrato dopo la fuoriuscita di due membri storici: Daniel Botti (chitarra/voce dal 1997) e Klaus Mariani (basso dal 1995). Beppe "Rex" Caruso (Ira) ed Andrea Caniato sostituiscono Daniel, mentre Gabriel Pignata (Destrage) prenderà il posto di Klaus dopo le registrazioni dell'album. Le tracce di basso sono state registrate principalmente da Marco Ribecai (anche produttore dell'album).

## Tracce
1. 100% Hate – 2:14 (testo: D'Eramo – musica: Di Salvia)
2. The White Is Burning – 3:46 (testo: Di Salvia – musica: Di Salvia, D'Eramo)
3. When I Believed In God – 3:55 (testo: D'Eramo – musica: D'Eramo, Di Salvia)
4. This Ocean – 4:20 (testo: D'Eramo – musica: Di Salvia, D'Eramo)
5. New Order – 4:35 (testo: Caruso – musica: D'Eramo, Di Salvia)
6. Mia Follow Me Down – 4:10 (Di Salvia)
7. All My Faults – 4:42 (testo: Caruso – musica: D'Eramo, Di Salvia)
8. The Masks Of Life – 2:45 (testo: Caruso – musica: D'Eramo, Di Salvia, Caniato)
9. Rebel Yell – 4:37 – Billy Idol cover
10. In Death You Live – 3:53 (testo: Caruso – musica: Di Salvia)

## Formazione

### Node
- Giuseppe Caruso - cantante
- Gary D'Eramo - cantante, chitarra
- Andy Caniato - chitarra
- Gabriel Pignata - basso[5]
- Marco Di Salvia - batteria

### Ospiti
- Alessio Lombardi - tastiere (in Rebel Yell)
- Marco Ribecai - basso, campionatore
- Antonio Inserillo - basso
- Larsen Premoli - campionatore